# Gary Hill (baloncestista)
Gary Weir Hill (Rocky, Oklahoma, 7 de octubre de 1941 - Shawnee, Oklahoma, 17 de enero de 2009) fue un jugador de baloncesto estadounidense que jugó durante dos temporadas en la NBA. Con 1,93 metros de estatura, lo hacía en la posición de base.

## Trayectoria deportiva

### Universidad
Jugó durante cuatro temporadas con los Chiefs de la Universidad de Oklahoma City, en las que promedió 16,8 puntos y 5,8 rebotes por partido. En su última temporada promedió 21,1 puntos por partido, llevando a su equipo al Torneo de la NCAA por vez primera en 6 años, donde acabaron cuartos en las finales del Medio Oeste.

### Profesional
Fue elegido en la decimosegunda posición del Draft de la NBA de 1963 por San Francisco Warriors,  donde actuó como suplente del base titular Guy Rodgers. Ayudó con 5,1 puntos y 1,5 asistencias por partido a su equipo para alcanzar las Finales de la NBA, donde cayeron derrotados por 4-1 ante Boston Celtics.
Tras disputar 9 partidos en la temporada 1964-65 fue despedido, fichando días después como agente libre por Baltimore Bullets. Pero solo llegó a disputar 3 partidos, en los que no anotó ni un solo punto.

## Estadísticas de su carrera en la NBA

### Temporada regular
| Temporada | Edad | Equipo                 | Liga | P  | TIT | MIN  | TC  | TCA | %TC  | 3P | 3PA | %3P | TL  | TLA | %TL  | R.OF. | R.DEF. | REB | ASIS | ROB | TAP | PER | FP  | PTS |
| 1963-64   | 22   | San Francisco Warriors | NBA  | 67 |     | 15.1 | 2.2 | 5.7 | .380 |    |     |     | 0.8 | 1.1 | .662 |       |        | 1.7 | 1.5  |     |     |     | 2.5 | 5.1 |
| 1964-65   | 23   | TOTAL                  | NBA  | 12 |     | 8.6  | 0.8 | 3.0 | .278 |    |     |     | 0.6 | 1.2 | .500 |       |        | 1.3 | 0.6  |     |     |     | 0.9 | 2.3 |
| 1964-65   | 23   | San Francisco Warriors | NBA  | 9  |     | 9.8  | 1.1 | 3.9 | .286 |    |     |     | 0.8 | 1.6 | .500 |       |        | 1.7 | 0.7  |     |     |     | 1.1 | 3.0 |
| 1964-65   | 23   | Baltimore Bullets      | NBA  | 3  |     | 5.0  | 0.0 | 0.3 | .000 |    |     |     | 0.0 | 0.0 |      |       |        | 0.3 | 0.3  |     |     |     | 0.3 | 0.0 |
| Total     |      |                        | NBA  | 79 |     | 14.2 | 2.0 | 5.3 | .371 |    |     |     | 0.7 | 1.2 | .637 |       |        | 1.6 | 1.4  |     |     |     | 2.2 | 4.7 |

### Playoffs
| Temporada | Edad | Equipo                 | Liga | P | MIN | TCA | TC | 3PA | 3P | TLA | TL | R.OF. | REB | ASIS | ROB | TAP | PER | FP | PTS | %TC  | %3P | %FT  | MIN | PTS | REB | AST |
| 1963-64   | 22   | San Francisco Warriors | NBA  | 9 | 69  | 12  | 24 |     |    | 4   | 13 |       | 6   | 8    |     |     |     | 13 | 28  | .500 |     | .308 | 7.7 | 3.1 | 0.7 | 0.9 |
| Total     |      |                        | NBA  | 9 | 69  | 12  | 24 |     |    | 4   | 13 |       | 6   | 8    |     |     |     | 13 | 28  | .500 |     | .308 | 7.7 | 3.1 | 0.7 | 0.9 |